# Annie Social
Annie Social (Filadelfia,  28 de enero de 1982) es una luchadora profesional estadounidense.

## Carrera
Debutó en 2001. Ha estado activa en Women's Extreme Wrestling (WEW), etc.
El 22 de diciembre de 2007 participó por primera vez en Women Superstars Uncensored (WSU). En 2009, ganó el Campeonato en Parejas de WSU con Roxy Cotton como miembro de «The Beatdown Bettys».
Ese mismo año, participó por primera vez en SHIMMER como mánager de Melanie Cruise.
El 9 de enero de 2010 participó por primera vez en Jersey All Pro-Wrestling (JAPW), promoción de Nueva Jersey. Derrotó a Sumie Sakai. El 22 de mayo, desafió a Sara Del Rey por el Campeonato Femenino de JAPW, pero fue derrotada.
En SHIMMER en abril, subió al ring por primera vez como luchadora y formó equipo con Cruise.
El 15 de mayo de 2011, participó en el Torneo del Gimnasio de la ciudad de Kawasaki para la promoción de lucha libre profesional femenina World Woman Pro-Wrestling Diana, que se lanzó en Japón ese mismo año. Firmó con Diana oficialmente el 5 de junio.  Después de regresar brevemente a los Estados Unidos, se estableció en Japón y participó en la lucha libre allí, pero luego se fue nuevamente.
Como actriz, también apareció en la película italiana Kingdom of Gladiators.